# Apache (du kích Việt Cộng)
Apache (tạm dịch: "Côn đồ") là biệt danh của một nữ du kích bắn tỉa Việt Cộng. Được các chất vấn viên Mỹ gọi là "Apache", sau khi bà chất vấn một nhóm Thủy quân lục chiến Hoa Kỳ và quân đội VNCH và còn tra tấn họ tới chết.
Apache đã bị giết chết năm 1966 bởi Carlos Hathcock trên đồi 55, một thành viên trực thuộc một đội lính bắn tỉa của Thủy quân lục chiến Hoa Kỳ, đồng đội của ông, Đại úy Edward James Land là người ngắm, trong khi Hathcock nã hai phát súng trúng vào người bà, kết quả bà tử nạn ở tuổi 31.

## Các bản báo cáo đầu tay về Apache
Trong một cuộc phỏng vấn được thực hiện bởi John Plaster vào năm 1984 và 1985, Hathcock đã thuật lại việc Apache đã dẫn một trung đội bắn tỉa đột kích ở gần Đồi 55 và đội Thủy quân lục chiến Hoa Kỳ đã bị bọn họ tra tấn dã man. Trong cuộc phỏng vấn với Hathcock và Đại úy Edward James Land bởi Charles Henderson, Apache là một trong những mục tiêu cao nhất theo Cơ quan Tình báo Quân sự Mỹ.
Apache đã được biết đến trong bản báo cáo của C.W.Henderson là "tra tấn tù nhân ngay trong tầm nghe của khu căn cứ của Mỹ" (tức là khoảng cách rất gần). Người sáng lập của SEAL Team Six, Richard Marcinko, từng đưa ra tiết lộ quan trọng năm 1995 là Hathcock đã từng nói với ông là một trong những "thuật chiêu" của Apache là khoét mắt nạn nhân và giữ chúng như đồ kỷ niêm. Theo lời Hathcock trong cuộc phỏng vấn khác, Apache thường hay hành hạ tù binh của mình cho đến khi họ không còn đủ sức chống chọi.
Cuộc chạm trán giữa Hathcock với "Apache" là nội dung chính của một tập phim trong loạt phim tài liệu của kênh truyên hình History mang tên Sniper: Deadliest Missions (Tạm dịch: "Bắn tỉa: Nhiệm vụ chết người").

## Nhân vật tưởng tượng
Nhà xã hội học Jerry Lembcke đã bác bỏ các khẳng định về Apache dựa trên lý luận rằng phụ nữ Việt Nam không tham chiến, nhận định rằng "Apache chắc chắn là một sản phẩm truyện tranh" và rằng câu chuyên là một "tác phẩm giả tưởng do các cựu chiến binh chiến tranh Việt Nam sáng tác ra", rằng truyền thuyết này phát triển do gắn với phim anh về Việt Nam, cũng giống như Áo giáp sắt và những cuốn sách dạng như hồi ký của Hathcock do Henderson viết.
Apache là mẫu của tay côn đồ cùng tên trong tiểu thuyết trinh thám "Những ngày ở Biên Hòa" của H.E. Jasper.